# ماتكي (وعاء فخاري)

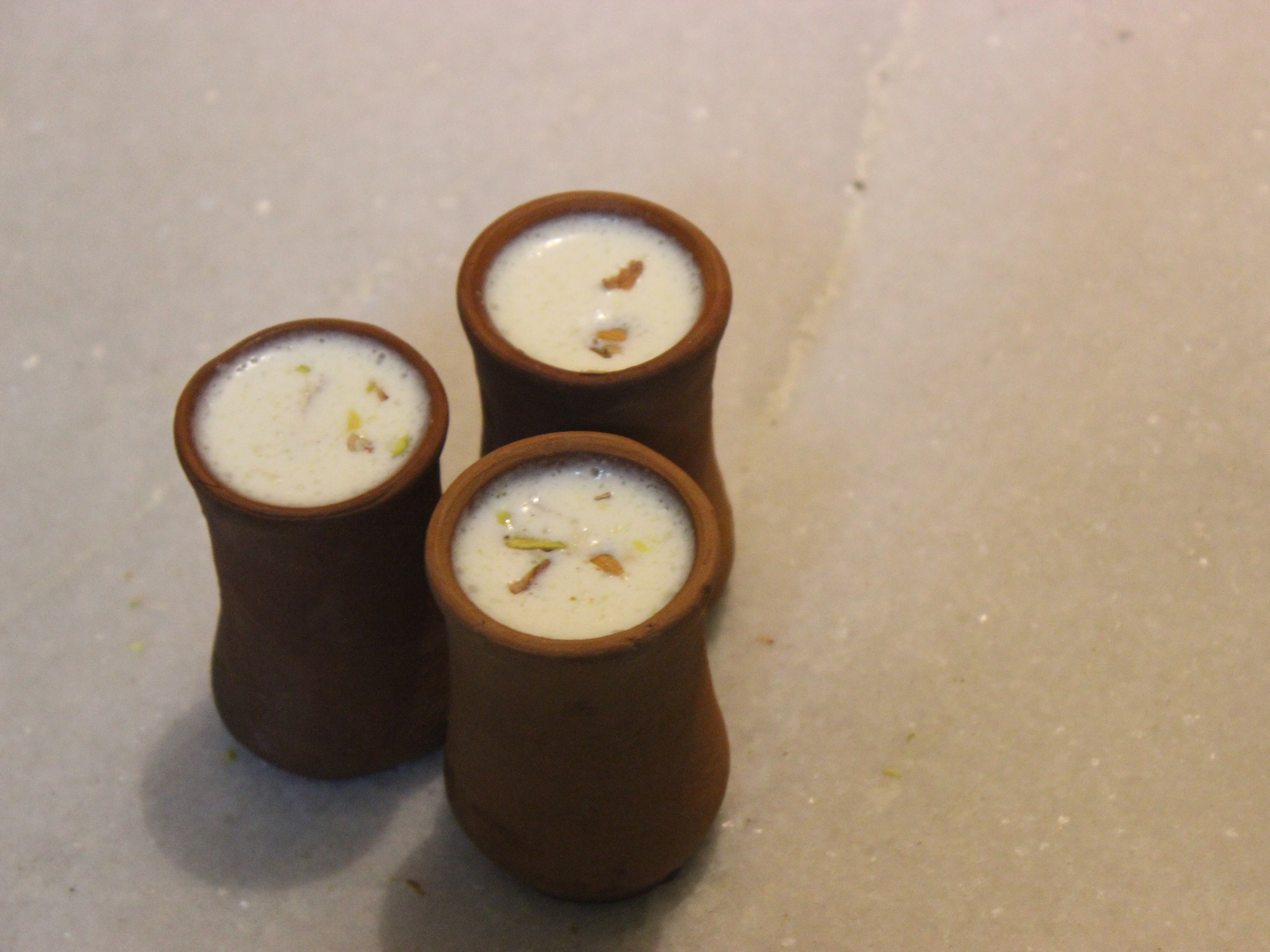
بيستا ماتكا خير.

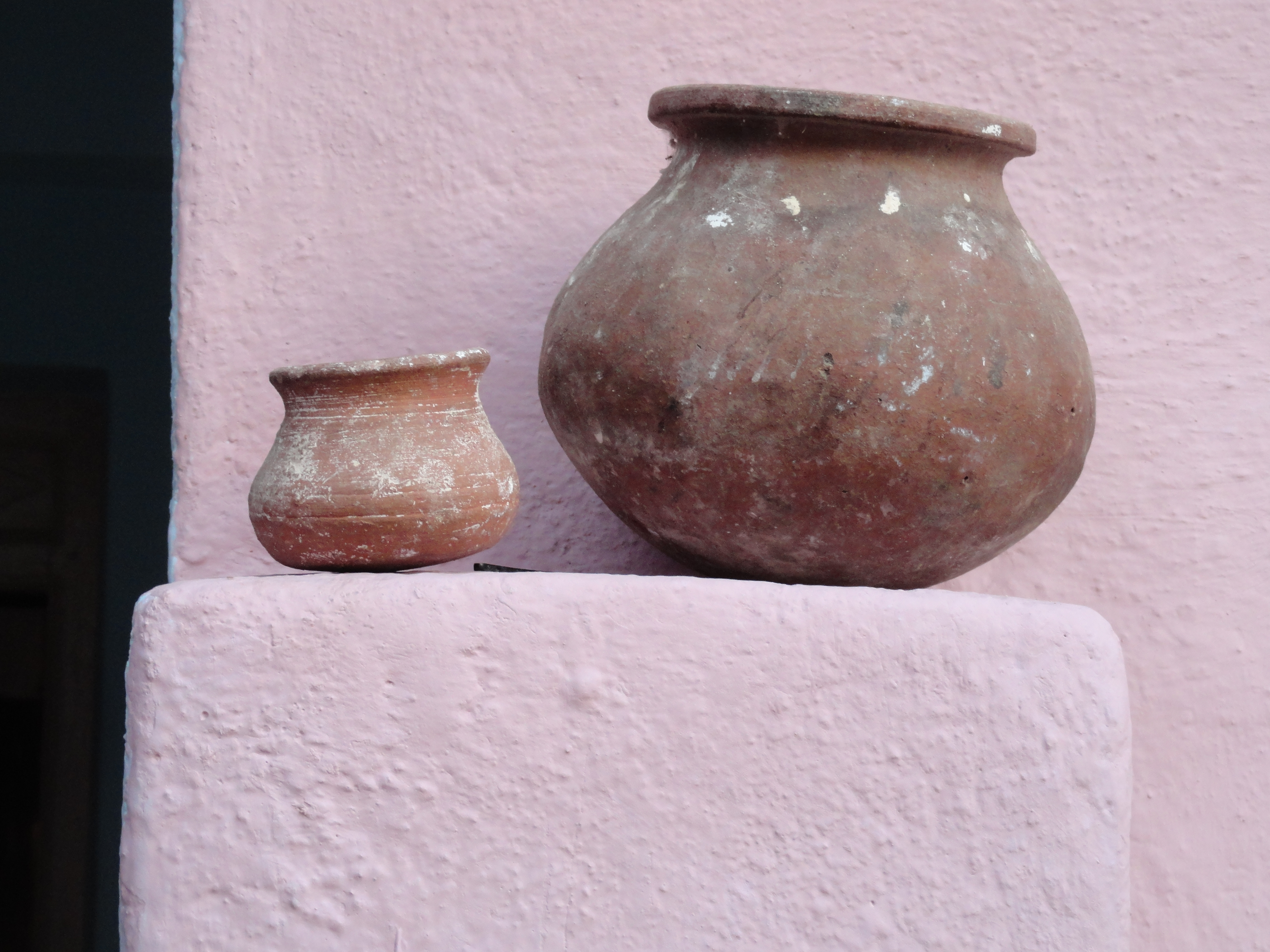
ماتكي(وعاء فخاري صغير) مع وعاء آخر أصغر، يستخدم لشرب الماء.

ماتكى أو ماتكا: هي كلمة هندية تُستخدم للدلالة على الوعاء الفخاري. يستخدم في جميع أنحاء شبه القارة الهندية كــ«مبرد ولتخزين المياه» في المنزل. استخدم منذ العصور القديمة ويمكن العثور عليه في منازل كل فئة.

## الإنتاج
يتم صنعها من مزيج من نوعين الطين والــصلصال؛ الأول( الطين) يتم الحصول عليه من سطح الأرض، أما الثاني( الصلصال) يتم أخذه بعد حفر أكثر من 10 أقدام في عمق الأرض. يستغرق صنع الــ ماتكا قدراً كبيراً من الوقت. إنها عملية طويلة لا تقل عن 8 أيام. يتم خلط الطين بالماء ويتم تشكيله والانتهاء منه وصقله وتجففيه ويتم خبزه في فرن لمدة 5 أيام. أخيرا يُصبح وعاء فخاريًا شرقيًا مكتملاً، ومبرد مياه منزلى. في الوقت الحالي، في الهند، خضعت الأواني الفخارية لتغيير جذرى، حيث تم تركيب الصنابير لراحة الناس.

## عملية التبريد
تعمل عملية التبريد من خلال التبريد التبخيري. تتسبب الخاصية الشعيرية في تبخر الماء من المسام الصغيرة في الإناء، مما يؤدي إلى امتصاص الحرارة من داخل الماء، مما يجعل الماء بالداخل أبرد من درجة الحرارة الخارجية. ومن ثم يتم استخدامه فقط خلال فصل الصيف وليس في فصل الشتاء.

## معرض

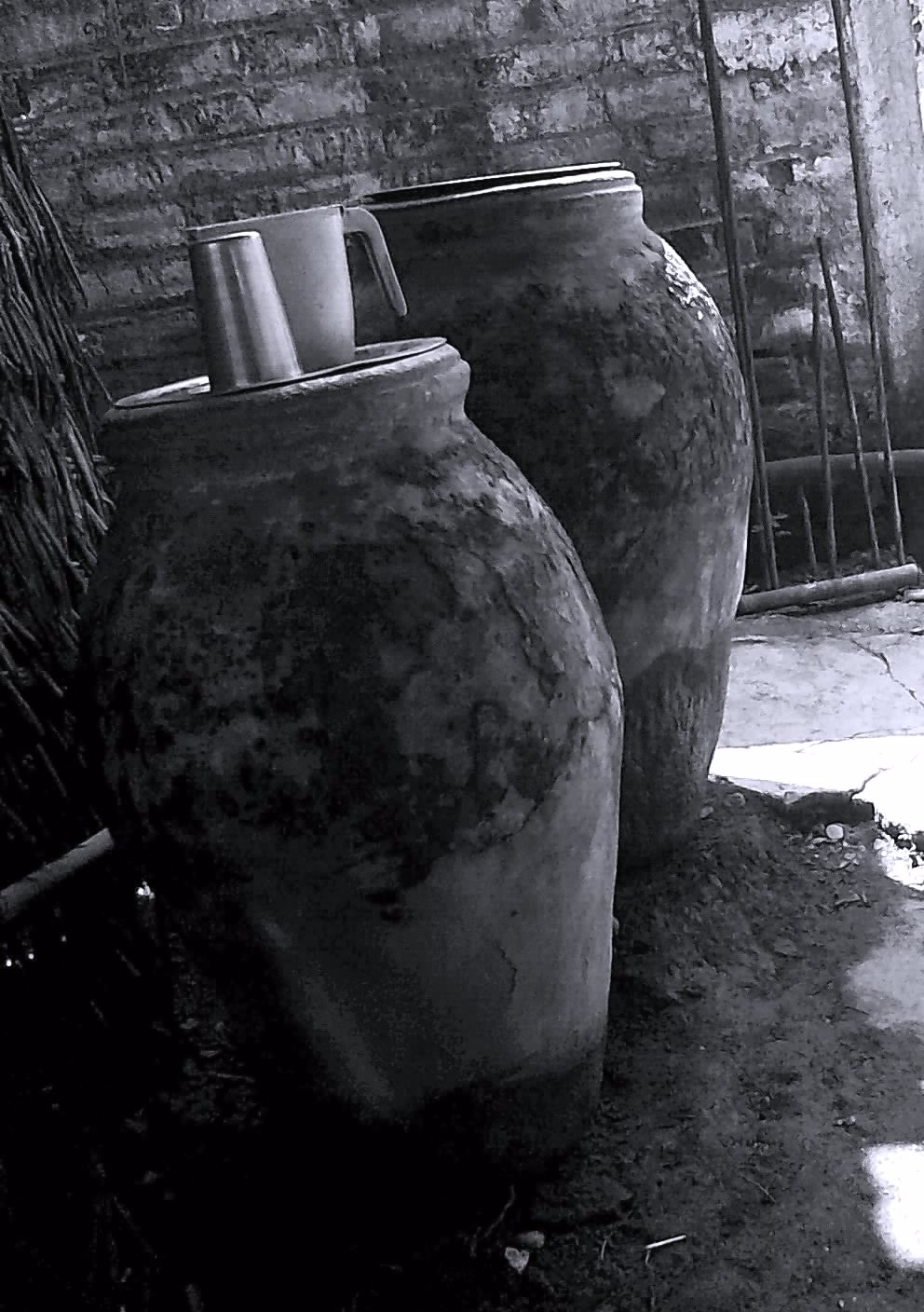
ماتكا (وعاء فخاري كبير) على جانب الطريق في تشيناوال، الهند.
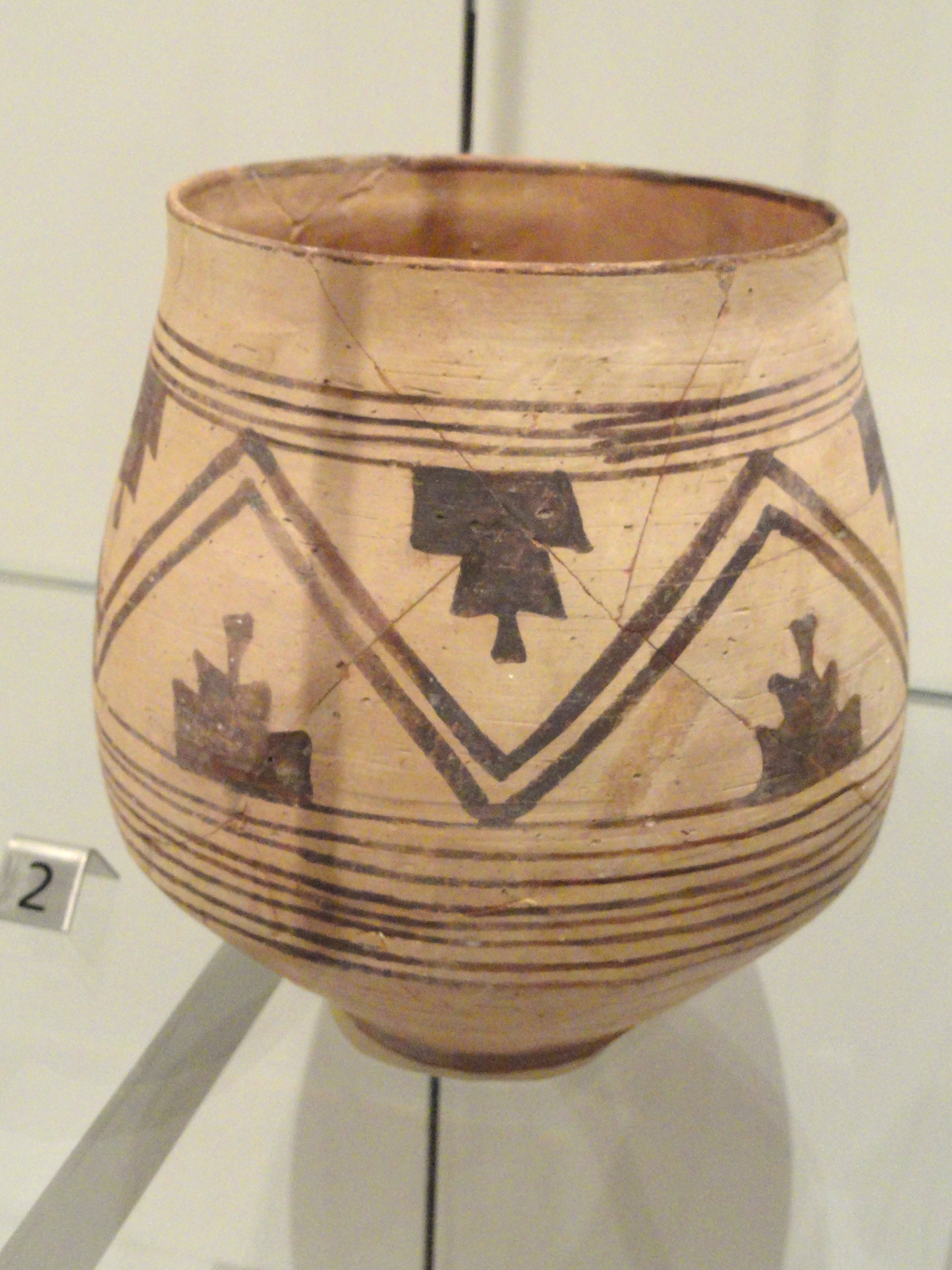
وعاء من حضارة وادي السند - فترة هارابا، تم العثور عليه في كويته في بلوشستان، يرجع إلى 2500-1900 قبل الميلاد، يتم عرضه في متحف أونتاريو الملكي.
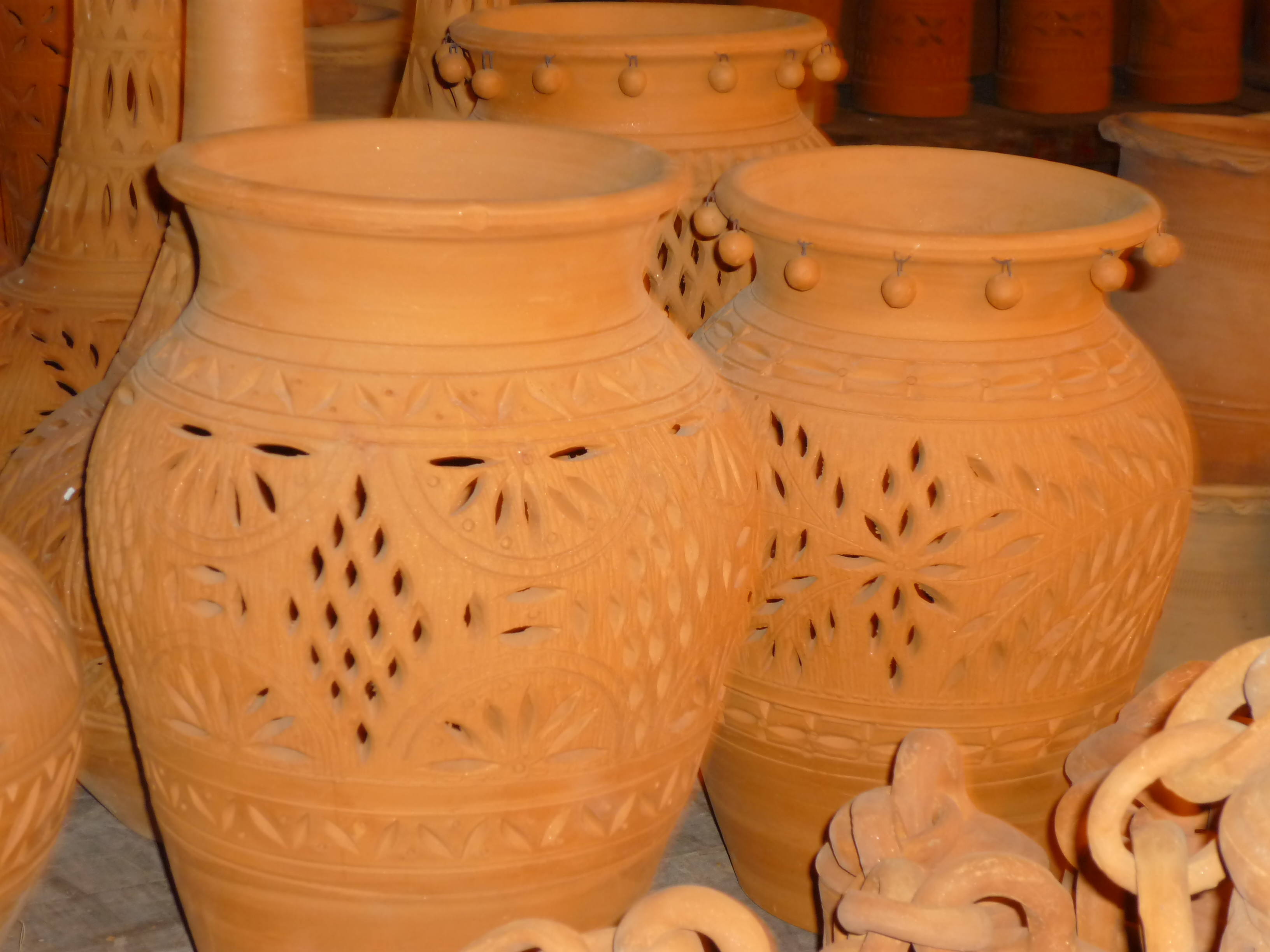
أواني فخارية في البنجاب في باكستان.